# بهشت سوزان (فیلم ۱۹۹۴)
بهشت سوزان (به انگلیسی: Burning Paradise)  یک فیلم اکشن محصول سال ۱۹۹۴ هنگ کنگ به کارگردانی رینگو لام است. ماجرای این فیلم در دوره تاریخی سلسله چینگ روایت شده‌است.